# Cecilia (Kentucky)
Cecilia es un lugar designado por el censo ubicado en el condado de Hardin en el estado estadounidense de Kentucky. En el Censo de 2020 tenía una población de 575 habitantes y una densidad poblacional de 158,40 personas por km².

## Geografía
Cecilia se encuentra ubicado en las coordenadas 37°39′24″N 85°57′11″O / 37.65667, -85.95306. Según la Oficina del Censo de los Estados Unidos, Cecilia tiene una superficie total de 3.64 km², de la cual 3.63 km² corresponden a tierra firme y (0.43%) 0.02 km² es agua.

## Demografía
Según el censo de 2010, había 572 personas residiendo en Cecilia. La densidad de población era de 156,97 hab./km². De los 572 habitantes, Cecilia estaba compuesto por el 93.88% blancos, el 3.67% eran afroamericanos, el 0.17% eran amerindios, el 0.17% eran asiáticos, el 0.52% eran isleños del Pacífico, el 0.17% eran de otras razas y el 1.4% pertenecían a dos o más razas. Del total de la población el 1.22% eran hispanos o latinos de cualquier raza.